# Паури

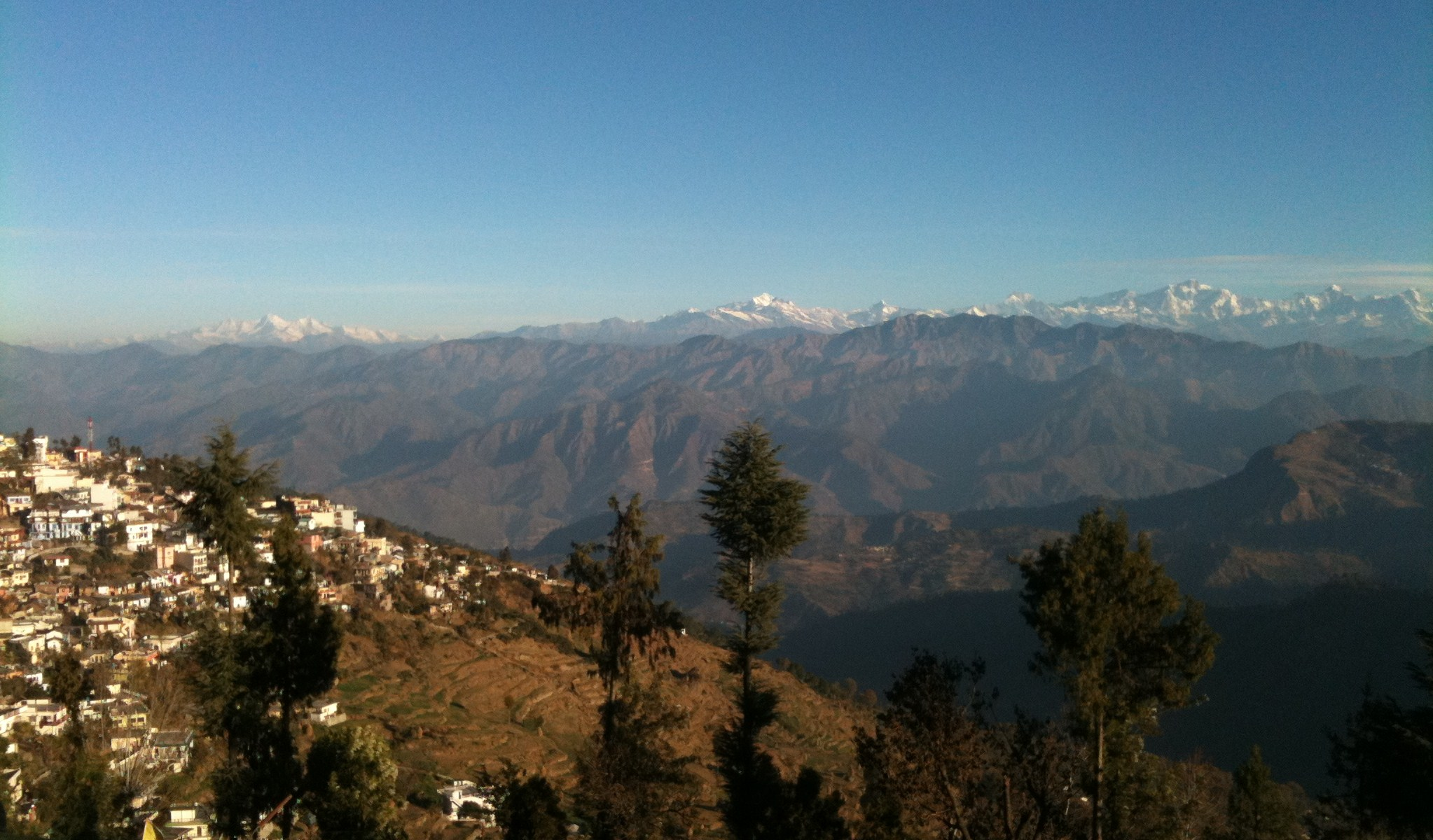
Вид на левую половину Ганготри из Паури

Паури (англ. Pauri) — город в индийском штате Уттаракханд в регионе Гархвал. Административный центр округа Паури-Гархвал. Средняя высота над уровнем моря — 1379 метров.
Согласно всеиндийской переписи 2001 года, население города составляло 24 742 человека, из которых мужчины составляли 53 %, женщины — 47 %. Уровень грамотности взрослого населения составил 80 %, что выше среднеиндийского уровня (59,5 %). Среди мужчин, уровень грамотности равнялся 84 %, среди женщин — 76 %. 12 % населения составили дети до 6 лет.